# Шитыванг
Шитыванг (вьет. Sư Tử Vàng, рус. Золотой Лев) — нефтяное месторождение Вьетнама, расположено в 140 км к востоку от Хошимина, на шельфе Южно-Китайского моря. Открыто в 2005 году. Начальные запасы нефти составляют 30 млн. тонн.
Нефтеносность связана с миоценовыми отложенями. Залежи на глубине 35-100 м.
Оператором месторождения является нефтяная компания Cuu Long Joint Operation Co, в которую входят: PetroVietnam (50%), ConocoPhillips (23,25%), KNOC (14,5%), SK (Южная Корея, 9%) и Geopetro (Канада, 3,5%). Добыча нефти 2008 году на Шитыванге составила 0,065 млн. тонн.